# Lijst van voetbalinterlands China - Italië (vrouwen)
Deze lijst van voetbalinterlands is een overzicht van alle officiële voetbalinterlands tussen de nationale vrouwenteams van China en Italië. De landen hebben tot nu toe acht keer tegen elkaar gespeeld.

## Wedstrijden
| № | Plaats      | Datum           | Competitie        | Wedstrijd      | Uitslag |
| - | ----------- | --------------- | ----------------- | -------------- | ------- |
| 1 | Jesolo      | 25 juli 1986    | Mundialito 1986   | Italië − China | 3 − 0   |
| 2 | Termoli     | 25 maart 1998   | Vriendschappelijk | Italië − China | 0 − 0   |
| 3 | Guia        | 14 maart 2004   | Algarve Cup 2004  | Italië − China | 1 − 0   |
| 4 | Qinhuangdao | 7 juli 2007     | Vriendschappelijk | China − Italië | 3 − 1   |
| 5 | Loulé       | 10 maart 2008   | Algarve Cup 2008  | China − Italië | 0 − 2   |
| 6 | Qujing      | 3 december 2015 | Vriendschappelijk | China − Italië | 1 − 1   |
| 7 | Qujing      | 6 december 2015 | Vriendschappelijk | China − Italië | 2 − 0   |
| 8 | Montpellier | 25 juni 2019    | WK 2019           | Italië − China | 2 − 0   |

## Samenvatting
| Competitie        | Totaal gespeeld | Winst China | Gelijk | Winst Italië | Doelsaldo China – Italië |
| ----------------- | --------------- | ----------- | ------ | ------------ | ------------------------ |
| WK-eindronde      | 1               | 0           | 0      | 1            | 0 − 2                    |
| Mundialito        | 1               | 0           | 0      | 1            | 0 − 3                    |
| Algarve Cup       | 2               | 0           | 0      | 2            | 0 − 3                    |
| Vriendschappelijk | 4               | 2           | 2      | 0            | 6 − 2                    |
| Totaal            | 8               | 2           | 2      | 4            | 6 − 10                   |